# 三苯胺
三苯胺是一种有机化合物，化学式为(C6H5)3N。和大多数胺不同，三苯胺不是碱性的。 它的衍生物在导电和电致发光方面具有有用的特性，并且在OLED中用作空穴传输剂。 
三苯胺可以通过二苯胺的芳基化反应制备。

## 扩展阅读
- International Chemical Safety Card 1366（页面存档备份，存于）
- MSDS sheet at Oxford University（页面存档备份，存于）
- CDC - NIOSH Pocket Guide to Chemical Hazards（页面存档备份，存于）